# Le Drame du peuple acadien
Le Drame du peuple acadien est une pièce de théâtre écrite et mise en scène par le père eudiste Jean-Baptiste Jégo en 1930.

## Histoire
Présentée le 21 avril 1930, sa pièce La Reconstitution historique de l'expulsion des Acadiens en 1755 est une reconstitution de la Déportation des Acadiens. La pièce est inspirée de La Tragédie du peuple acadien d'Émile Lauvrière. La pièce est un succès, est présentée à trois reprises et est primée par l'Académie française. Émile Lauvrière tente même de convaincre le père Jégo de filmer la pièce. La pièce est publiée en 1932 à Paris sous le titre Le Drame du peuple acadien.

## Structure

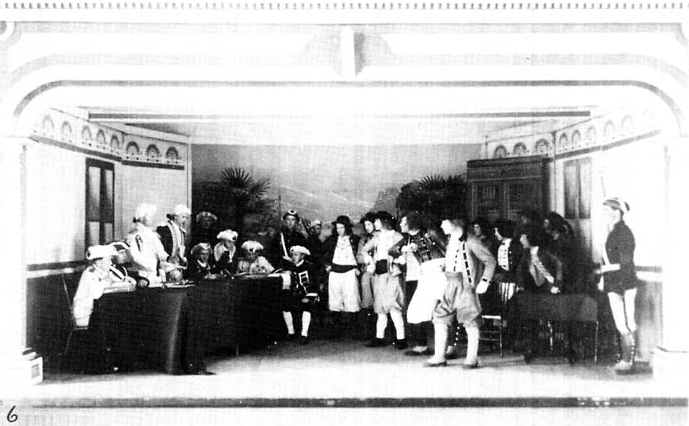
Deuxième tableau du Drame du peuple acadien : « L'Affaire du serment d'Allégeance ».

La pièce comprend neuf scènes et un tableau vivant.
- Les Vertus des premiers Acadiens
- L'Affaire du serment d'Allégeance
- Le Désarmement des Acadiens
- Condamnation des Acadiens par le Grand conseil de Lawrence (Halifax)
- Sombres présages de l'expulsion
- L'Arrestation de Grand-Pré
- L'Expulsion d'une famille acadienne
- En projection: le départ des Acadiens vers la côte; l'embarquement; l'incendie de Grand-Pré
- La Souffrance des exilés
- Le Retour des exilés à la pointe à Major